# おばあちゃんの台所
『おばあちゃんの台所』（おばあちゃんのだいどころ）は、2011年10月5日からテレビせとうちで放送されている料理教養番組である。

## 概要
本番組では、「おばあちゃんの味」をコンセプトに、テレビせとうちの放送エリアである岡山県・香川県を中心に取材し、地元の特産品を使った料理や、おばあちゃんの自慢の料理を教えてもらう。

## 出演者
- 浅井批文（テレビせとうちアナウンサー）

## 放送時間
| 放送期間      | 放送期間      | 放送時間（JST）            | 備考                                     |
| ------------- | ------------- | -------------------------- | ---------------------------------------- |
| 2011年10月5日 | 2012年3月28日 | 水曜 17:20 - 17:30（10分） |                                          |
| 2012年4月15日 | 2013年3月31日 | 日曜 11:00 - 11:25（25分） | 隔週は前週分の再放送を行っていた。       |
| 2013年4月6日  | 2013年6月29日 | 土曜 9:00 - 9:25（25分）   | 隔週は前週分の再放送を行っていた。       |
| 2013年7月6日  | 2015年3月28日 | 土曜 9:00 - 9:15（15分）   | 隔週は前週分の再放送を行っていた。       |
| 2015年4月4日  | 2016年3月26日 | 土曜 6:45 - 7:00（15分）   | 隔週は前週分の再放送を行っていた。       |
| 2016年4月7日  | 2017年3月30日 | 木曜 17:30 - 17:45（15分） | 隔週は前週分の再放送を行っていた。       |
| 2017年4月6日  | 2018年9月27日 | 木曜 17:40 - 17:55（15分） |                                          |
| 2018年10月5日 | 2019年3月22日 | 金曜 17:40 - 17:55（15分） | 隔週で「復習篇」（過去の再放送）を放送。 |
| 2019年4月6日  | 2022年6月25日 | 土曜 11:40 - 11:55（15分） | 隔週で「復習篇」（過去の再放送）を放送。 |
| 2022年7月2日  | 現在          | 土曜 11:45 - 12:00（15分） | 隔週で「復習篇」（過去の再放送）を放送。 |

## ネット局
| 放送対象地域   | 放送局         | 系列           | 放送日時                  | 放送期間        | 備考     |
| -------------- | -------------- | -------------- | ------------------------- | --------------- | -------- |
| 岡山県・香川県 | テレビせとうち | テレビ東京系列 | 土曜 11:45 - 12:00        | 2011年10月5日 - | 制作局   |
| 滋賀県         | びわ湖放送     | 独立局         | 第1・3日曜 17:15 - 17:30  | 2015年10月6日 - | [ 注 2 ] |
| 和歌山県       | テレビ和歌山   | 独立局         | 土曜 18:00 - 18:15        | 不明 -          |          |
| 鹿児島県       | 鹿児島テレビ   | フジテレビ系列 | 日曜 4:15 - 4:30          | 2017年8月6日 -  |          |
| 福岡県         | TVQ九州放送    | テレビ東京系列 | 月曜 - 金曜 17:35 - 17:50 | 2020年3月30日 - |          |
| 三重県         | 三重テレビ     | 独立局         | 金曜 19:10 - 19:25        | 2023年4月7日-   | [ 注 3 ] |

### 過去のネット局
| 放送対象地域 | 放送局           | 系列           | 放送日時                         | 放送期間                       | 備考     |
| ------------ | ---------------- | -------------- | -------------------------------- | ------------------------------ | -------- |
| 岐阜県       | 岐阜放送         | 独立局         | 土曜 14:30 - 14:45               | 2015年11月14日 - 2017年3月25日 | [ 注 4 ] |
| 奈良県       | 奈良テレビ       | 独立局         | 火曜 16:00 - 16:30 （2回分放送） | 2016年10月4日 - 2017年3月28日  |          |
| 愛媛県       | 愛媛朝日テレビ   | テレビ朝日系列 | 土曜 6:00 - 6:20 （2回分放送）   | 2015年4月4日 - 2017年3月25日   | [ 注 5 ] |
| 山形県       | さくらんぼテレビ | フジテレビ系列 | 土曜 11:30 - 11:45               | 2017年10月28日 - 2018年3月31日 |          |
| 福島県       | テレビユー福島   | TBS系列        | 土曜 6:00 - 6:15                 | 2018年10月6日 - 2019年6月29日  |          |